# 61 Ursae Majoris

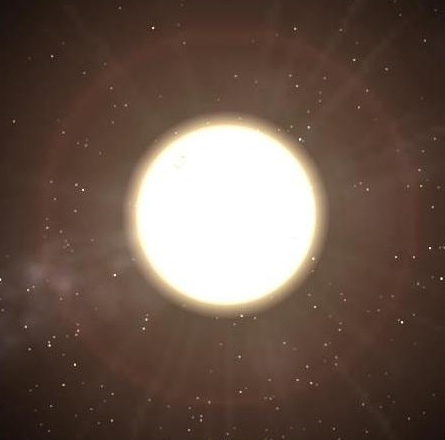
Impresión artística del enano amarillo

61 Ursae Majoris (61 UMa / HR 4496 / HD 101501 / GJ 434) es una estrella en la constelación de la Osa Mayor de magnitud aparente +5,31, situada al este de Alula Borealis (ν Ursae Majoris) y noreste de Alula Australis (ξ Ursae Majoris). Se encuentra a 31,1 años luz del sistema solar.
61 Ursae Majoris es una enana amarilla de tipo espectral G8V, un análogo solar de características físicas similares a las del Sol. Más fría y de menor tamaño que el Sol, su masa aproximada es el 87 % de la masa solar y su diámetro está comprendido entre el 84 y el 89 % del solar. Con poco más de la mitad de la luminosidad solar, tiene una metalicidad —valor que se relaciona con la existencia de sistemas planetarios— correspondiente al 83 % de la del Sol.
61 Ursae Majoris está catalogada como una estrella variable cuyo brillo varía entre magnitud 5,30 y 5,35. Aunque su actividad cromosférica sugiere que su edad puede ser de solo 500 millones de años, la ausencia de un disco de polvo observable —como el existente en ε Eridani—, parece indicar una edad superior a 1000 millones de años.
Su proximidad y características físicas hacen de 61 Ursae Majoris un objetivo prioritario en la búsqueda de planetas terrestres dentro de los proyectos Darwin y Terrestrial Planet Finder. Hasta el momento no se ha detectado la presencia de enanas marrones o planetas jovianos orbitando cerca de la estrella.
Las estrellas más cercanas a 61 Ursae Majoris son Groombridge 1830, a 2,6 años luz, Gliese 450, a 3,4 años luz, y el sistema estelar Alula Australis (ξ Ursae Majoris), a 4,7 años luz.

## 61 Ursae Majoris en la ciencia ficción
61 Ursae Majoris aparece de manera prominente en el Espacio conocido del escritor Larry Niven cómo la estrella en torno a la cual orbita el planeta madre —el tercero en distancia a ella— de los Kzinti.